# 南部弁

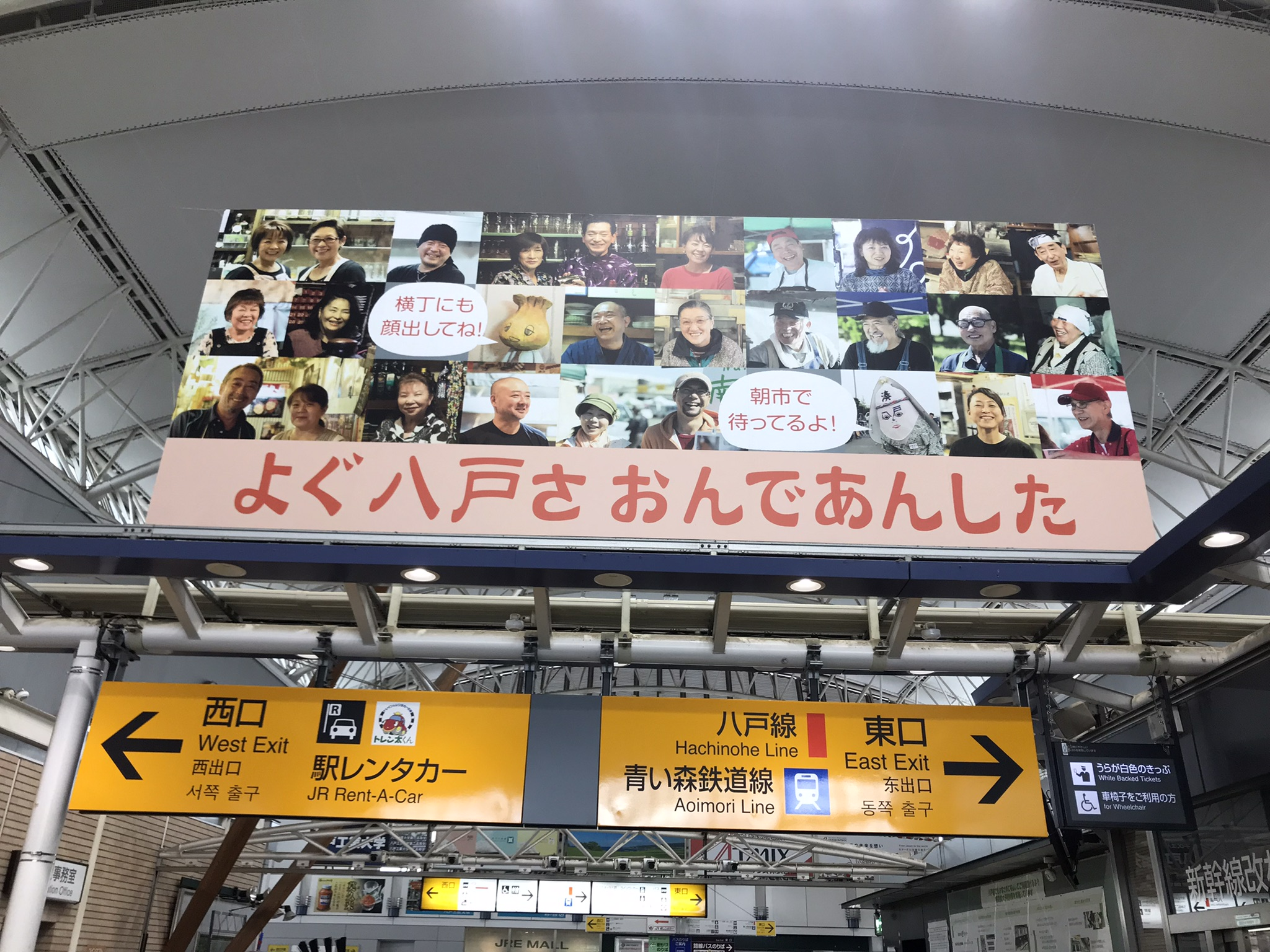
南部弁（八戸弁）による歓迎看板。八戸駅にて2022年に撮影。

南部弁（なんぶべん）は、江戸時代に南部氏が治めた盛岡藩および八戸藩にあたる地域（南部地方）の日本語の方言。東北方言の一つであり、北奥羽方言に分類される。
南部氏の知行域は、青森県の東半分と岩手県の北部および中部に秋田県の北東部の一角を加えた広大なものであり、かつ、山脈などの自然障壁による隔絶や、西廻海運・東廻海運などの海を介した交流によって地域差が大きい。また、上記3県各々で「南部弁」という場合は、自県内の南部弁を指すため、狭義の南部弁はどの県民が言うかで定義は異なる。
方言学では、青森県内の南部弁については南部方言と言う。

## 話される地域と方言区分

### 青森県

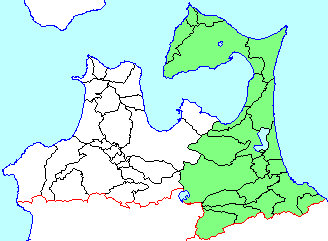
青森県
■緑 ： 南部地方（南部弁）
■白 ： 津軽地方（津軽弁）

青森県の西半分は津軽氏が治めた津軽藩であり、津軽弁が話されている。一方、同県の東半分は南部氏が治めた八戸藩と盛岡藩とで占められ、南部弁が話されている。青森県内の方言は、大きくこのふたつに区分される。
青森県内の南部弁を区分する場合、八戸・盛岡両藩の間の藩境は方言の境とされず、旧郡をもとに区分される。旧郡とは下北郡（下北地方）・上北郡（上北地方）・三戸郡（三八地方）の3郡であり、各々の方言は「下北方言」「上北方言」「三八方言」という。このうち、下北方言は特に他との差異が大きく、南部方言から切り離して区画する場合もあり、この場合は上北および三八の方言を狭義の南部弁とする。下北地方は、陸奥湾を行き交う船の往来により他地方との交通が盛んであったため、下北方言は、南部方言を下地にしながらも津軽方言や北海道方言的な面もみられ、また他にはない独自面も持ち合わせた方言である。
農村部から都市部へ人口が移動した現在では、この地域における人口集積地であり文化的中心でもある八戸市あるいは八戸都市圏の方言を八戸弁とする例も見られる。

### 岩手県
岩手県の北部から中部にかけてはかつて南部氏による八戸藩および盛岡藩が治めていた。一方、岩手県南部は伊達氏による仙台藩（伊達藩）および一関藩が治めていた。このため岩手県内の方言は、北部から中部にかけての中北部方言（旧南部藩域）と、南部方言（旧仙台藩域、仙台弁）に分けられる。南部藩域が北奥羽方言に属する一方、仙台藩域は南奥羽方言に属する。岩手県内で南部氏領内の方言を南部弁と言うため、それにならって伊達氏領内の方言も「伊達弁」と言う例が見られる（宮城県内では仙台弁を伊達弁とは言わない）。南部氏と伊達氏の知行域の境界は、北上市内を通って東に向かい、遠野市の南辺を経て釜石市内を通って三陸海岸に至る。
岩手県内の方言には、太平洋側の福島・宮城方面から北上してきた南奥方言系統のものと、日本海側の新潟・山形方面から北上して青森県でUターンして岩手県へ入った北奥方言系統のものがみとめられる。
岩手県内の南部弁を分類する場合、以下のように3区分する。
- 北部方言地域 - 秋田県・青森県に接する地域
- 中部方言地域 - 盛岡市を中心とする内陸部
- 沿岸方言地域 - 北部方言地域以外の沿岸部。岩手県南部方言（旧伊達藩域）も一部含む。

### 秋田県

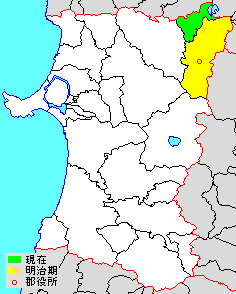
秋田県・鹿角地方
■黄：鹿角市
■緑：小坂町

秋田県の鹿角地方（鹿角市、小坂町）はかつて南部氏領であったため、鹿角地方の方言は他の秋田弁とは区別される。

## 発音
発音の特徴は他の東北方言、北奥羽方言と共通する。東北方言一般にはシとス、チとツ、ジとズの区別を失っているが、岩手県沿岸方言では明治生まれの住民も区別がある。シとスを区別しない地域については、本項では、「し/す」のように表記する。また、東北方言の特徴として濁音は直前に鼻音を伴うが、本項ではこれをんと表記する。
アクセントは、外輪東京式アクセント、あるいはその変種である。「あたまが」（頭が）のように、アクセントの高い部分は一語につき1拍までという特徴がある（東京では「あたまが」）。2拍名詞第4類・5類は原則として「あめ」（雨）のように頭高型だが、盛岡市など岩手県中部では、「糸」「舟」など2拍目の母音が広母音（a、e、o）の場合は「いと」のように尾高型になる場合がある。一方、八戸市 や三陸海岸沿岸部ではこのような変化は起きず、頭高型である。また岩手県洋野町種市ではアクセントが周囲から一拍前ずれしたような形で、一見すると京阪式に似ているアクセントが存在する。

## 文法・語法
全般に東日本方言の特徴を持つが、沿岸部では北前船の影響で近畿方言に由来する表現もみられる。（「おおきに」など）。また下北半島・上北三八に理由の接続助詞「さかい」に由来する「すけ」や「すて」がみられ、三陸中部には「けに」「けえ」がみられること は、遠く西日本方言の影響が三陸にまで及んでいたことを示唆する。

### 用言
動詞の活用は、基本的に共通語と同じであるが、「書こう」「やろう」にあたる形は無く、代わりに「書くべ」のように「べ」「べえ」を用いる。一段動詞の未然形は、助動詞「える」「せる」「さる」が付く場合、「起きらえる」「起きらせる」「起きらさる」のように、ラ行四段活用化している。岩手県では、仮定形で、「かげんば」（書けば）、「おぎれんば」（起きれば）のような形だけでなく、四段動詞で「かがんば」、一段動詞で「おぎらんば」のような古い形が残っている。青森県 や岩手県北西部の安代町など では、「買う」を「かる」と言うなど、ワ行四段がラ行四段に変化している。サ行変格活用の「する」の終止形は「し/す」または「する/しる」で、「し/す」の方が普通。「する」の否定形（しない）は「しねぁ」のほか「さねぁ」の形も現れ、仮定形（すれば）は「せんば」（青森県では「へんば」とも）が一般的、命令形（しろ）は「せ」と言う。
形容詞は、連母音の融合が活用に影響を及ぼした例が認められる。南部弁ではai→ɛという連母音の融合が起こるため「高い」の終止形は全域で「たげぁ」となるが、これが連用形にも影響して「たげぁぐねぁ」（高くない）、「たげぁがった」（高かった）のような形を使う地域がある。「たがくねぁ」（高くない）、「たががった」（高かった）のように融合しない地域もある。過去形は「あががった」（赤かった）、「さびがった」（寒かった）のように、共通語と同じく「-かった」を使い、津軽弁の「-くてあった」形ではない。また、「べ」「べえ」は、「あげぁべ」（赤いだろう）、「すんずしべ」（涼しいだろう）のように終止形に直接付く場合と、「あかかんべ」「すんずしがんべえ」のようにカリ活用を使う場合とある。仮定形では、「あげぁんば」（赤ければ）、「すずしんば」（涼しければ）のように、終止形に直接「ば」が付いた形が使われ、青森県の南部地方では「あかから」、「かなすから」（悲しければ）のような形もある。
形容動詞は、連体形が「静がな森」（静かな森）のように「な」語尾の場合と、「静がだ森」のように終止形と同形を使う場合があり、どちらを使うかは地域によっても違う。仮定形では、青森県で「静がんだら」（静かなら）、岩手県中北部方言では「静がんだらんば」「静がんだんば」のような形を使う。

### 助動詞
可能を表すには「書げる」「起ぎれる」のような可能動詞や、「読むにいい」のような動詞終止形＋「にいい/にええ」「読まえる」「起ぎらえる」のような動詞未然形＋「える」が使われる。なお、この「にいい/にええ」の打消は、「にわるい」ではなく、「書げね(え)」「起ぎれね(え)」、「書がれね(え)」「起ぎられね(え)」となる。
使役を表すには「かがせる」（書かせる）「起ぎらせる」（起きさせる）のように未然形に「せる」を付ける。自然とそういう状態になる、という自発を表すには「書がさる」「起ぎらさる」のように未然形に「さる」を付ける。
意志および推量を表す助動詞として、「べ」「べえ」があり「かぐべえ」（書こう、書くだろう）、「おぎるべえ」「おぎんべえ」（起きよう、起きるだろう）「すんずしべえ」（涼しいだろう）「しんずがんだべえ」（静かだろう）のように、用言の終止形に付けて用いられる。一段動詞の場合は「おぎべえ」のように未然形に付く場合があり、形容詞の場合は「すんずしがんべえ」のように「-かる」形に付く場合もある。推量には、「降るごった」（降るだろう）のように「ごった」を使う場合もあり、青森県では「降るよんた」のような「よんた」や、「みった」「よった」も使う。「ごった」は南部弁に特有のものであり、秋田弁（鹿角地方以外）・津軽弁など隣接方言では使われない。
過去表現として、岩手県では、実際に体験あるいは見聞した過去の事実を回想的に言うのに、「書いだった」のように「たった」を用いて表す。一方、過去の事実を傍観的・伝聞的に表すには「書いだっけ」のように「たっけ」を用いる。 青森県南部地方でも、過去に行ない完了したこと、経験したことに「たった」を用いる。

### 格助詞・係助詞
主格の格助詞「が」、係助詞「は」は省略されるのが普通。対格の「を」も省略されることが多いが、強調する場合には「ば」「ごど」を用いることがある。共通語の「に」にあたる語に、「さ」を用いる場合が多い。

### 接続助詞
理由を表す順接既定条件には、青森県南部地方では主に「すけ/しけ」を使い、下北では「すて/して」、三戸郡では「へんで」を使う。「すけ/しけ」「すて/して」は近畿方言の「さかい」が変化した形である。岩手県では主に「から」を使うほか、岩手県北部地域に「はんて」「へで」「すけえ」も使われ、岩手県中北部地域に「だす」もある。
「けれど」にあたる逆接既定条件には、岩手県北中部から青森県南部地方で主に「ども」を使い、下北では「たて」「たって」「ばて」「ばって」を使う。「ども」は北奥羽方言で広く使うものであり、「ばって」は津軽弁と共通し、「たって」は下北独自のもの。
順接仮定表現には、「ば」を使うほか、岩手県で用言の終止形に「だら」「ごったら」を付ける場合がある。
（例）おまえもかぐだら（かぐごったら・かがば）おれもかぐ（お前も書くのならば私も書く）

### 文末表現
文末の終助詞や間投助詞として、岩手県に「な」があり、男女ともに用いる。岩手県中北部では、主に女性が親しみをこめて言う場合に「なはん」を用い、男女ともに用いる丁寧な表現として「なっす」がある。青森県では、「な」や「ね」があり、これに「す/し」を付けると丁寧になる。「ねす」は青森県南部地方内陸部で使われるが「ねぁす」に変化する傾向があり、「なす」は八戸を中心とする海岸地帯を岩手県に連続して分布する。「なす」の変形である「なさ」を八戸の女性が使い、下北では「にす」「ぬす」と言う。

### 敬語表現
尊敬語として、青森県南部地方には、高齢層で「おでぁる」（おいでになる）、「おけぇりある」（お帰りになる）のような、「お…ある」の形式がある。命令法（…してください）としては、高齢層で「お…あれ」の形式があるほか、「読ませぇ」「起きせぇ」のような「せぇ」が三八・上北で広く使われ、三戸郡では敬意の軽い「読んで」「起きて」のような「て」や、上品な「読みなせぇ」「起きなせぇ」のような「なせぇ」、高齢層で「お読みあんせ」「お起きあんせ」のような「お…あんせ」形式が使われる。下北のむつ市田名部や大畑では敬意の軽い「読ませぇ」、中位の「読まさい」、最高敬語の「読まさまえ」と、「せぇ」「さい」「さまえ」の三段階がある。盛岡でも「おでぁる」（おいでになる）のような「お…ある」の形式が用いられるほか、「ごろーずる」（ご覧になる）、「およれる」（寝られる）のような敬語動詞も持っている。